# Weltraumtourismus

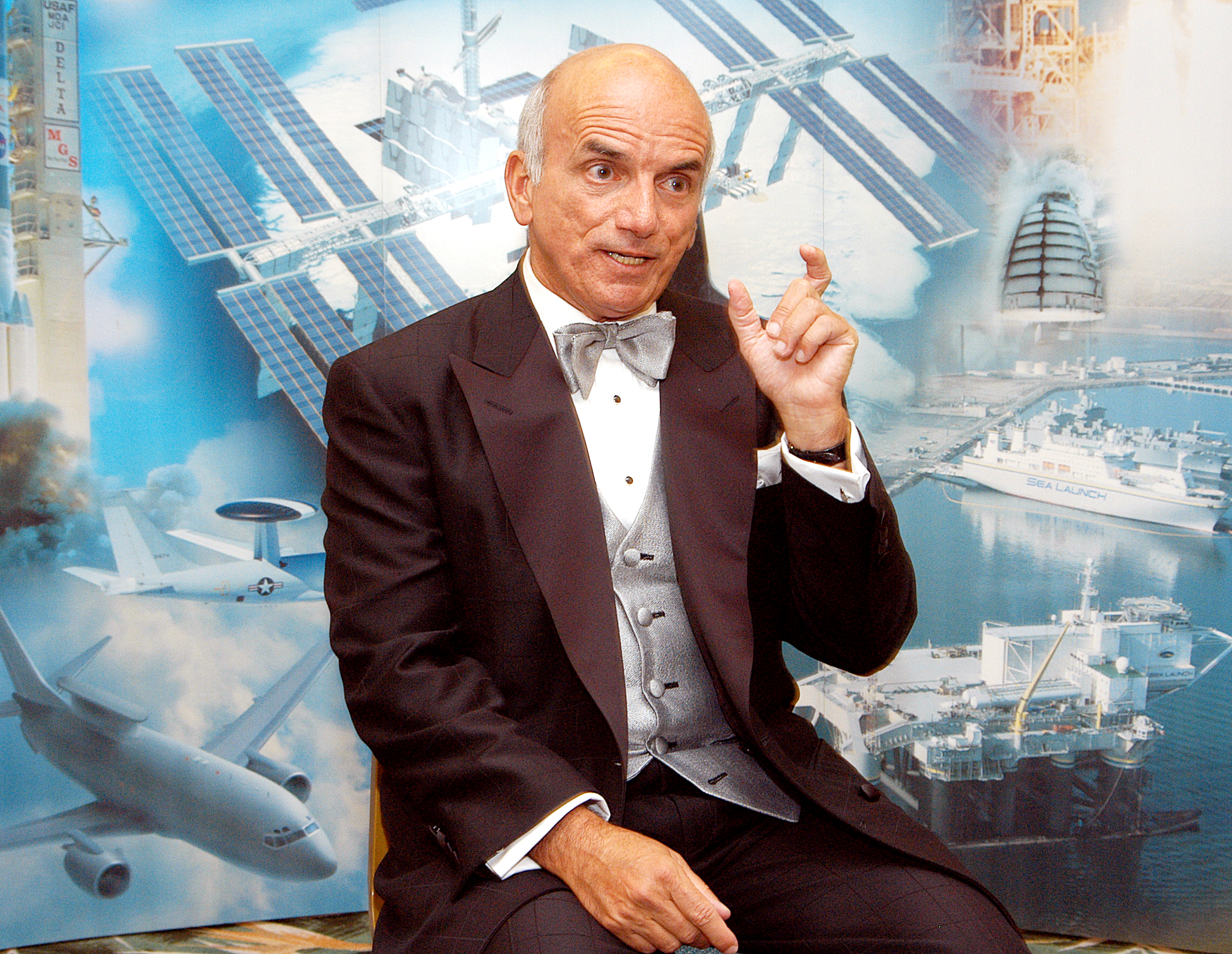
Dennis Tito – der erste Weltraumtourist

Als Weltraumtourismus werden Vergnügungsreisen in den Weltraum bezeichnet.
Bislang besuchten Weltraumtouristen für ein bis zwei Wochen die Internationale Raumstation (ISS), absolvierten einen mehrtägigen Orbitalflug und suborbitale Flüge. Umrundungen des Monds sind geplant.

## Werbeaktionen von Fluglinien
1964 kam die damalige US-Fluglinie Pan American dem Wunsch des österreichischen Journalisten Gerhart Pistor nach, ein Ticket zum Mond zu buchen, und entwarf einen Plan zur Aufnahme von touristischen Weltraumflügen bis zum Jahr 2000. Sie eröffnete sogar eine Warteliste für potenzielle Passagiere, welche bis 1989 auf 93.000 Interessenten anwuchs. Auch in dem Film 2001: Odyssee im Weltraum aus dem Jahre 1968 werden solche Weltraum-Linienflüge detailreich dargestellt. Doch 1991 wurde PanAm liquidiert und ihre Planungen zu Makulatur.
1997 griff das Tourismusunternehmen Thomas Cook mit dem Projekt „Moon Register“ die Idee einer kostenlosen Warteliste für Pauschalreisen zum Mond wieder auf. Auftrieb erhielt die Idee zudem durch die am 25. Juli 1998 von der NASA erstellte Studie General Public Space Travel and Tourism.

## Anfänge des Weltraumtourismus

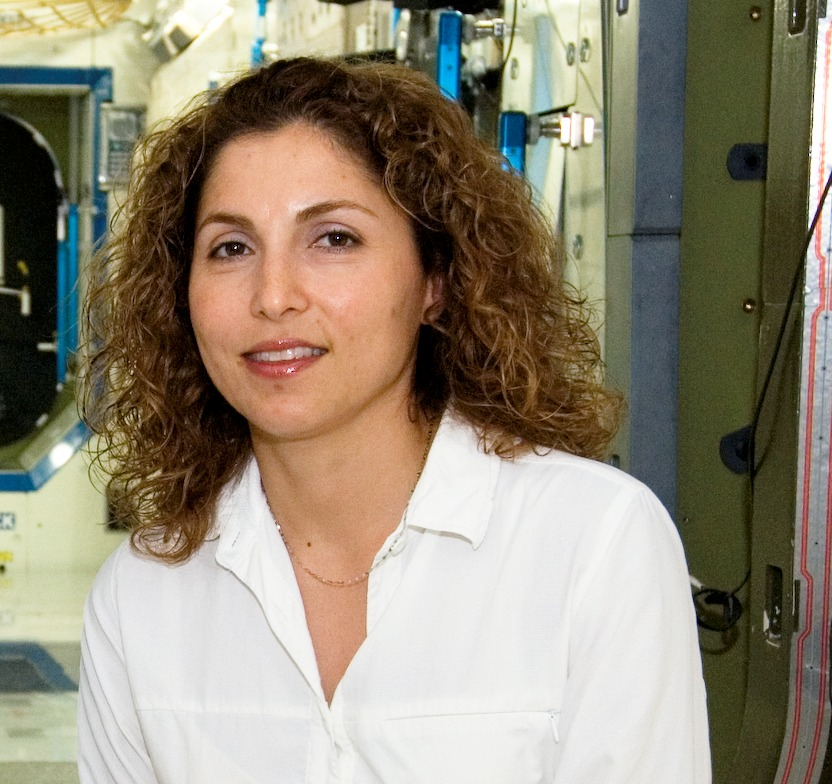
Anousheh Ansari – die erste Weltraumtouristin

Allgemein wird die Reise von Dennis Tito zur ISS vom 28. April bis zum 6. Mai 2001 als die Geburtsstunde des Weltraumtourismus gewertet. Der zweite Weltraumtourist war Ubuntu-Linux-Erfinder Mark Shuttleworth, der am 25. April 2002 als erster Südafrikaner ins All startete und die ISS besuchte. Beide bezahlten für ihren Flug mit einem russischen Sojus-Raumschiff etwa 20 Millionen US-Dollar. Als erste Frau startete die gebürtige Iranerin Anousheh Ansari am 18. September 2006 mit einem Sojus-Raumschiff als Touristin zur ISS. Sie zahlte rund 16 Millionen Euro für ihren Raumflug. Der Kinodokumentarfilm Space Tourists zeigt ihre Flugvorbereitungen.
Eine Stimulation für privatwirtschliche Weltraumflüge gab es durch die 1996 erfolgte Ausschreibung des Ansari X-Prize. Dieser belohnte den ersten von einem privaten Betreiber verwirklichten bemannten Raumflug mit zehn Millionen US-Dollar. Am 21. Juni 2004 fand mit dem Raumfahrzeug SpaceShipOne, das allein aus privaten Mitteln geplant und gebaut worden war, der erste bemannte Suborbitalflug statt. Spätere touristische Flüge mit dem SpaceShipTwo erreichten nur noch etwa 85–90 km Höhe.
Bisher haben drei Weltraumtouristen einen zweiten Raumflug unternommen: Charles Simonyi mit Sojus-Raumschiffen zur ISS, Evan Dick suborbital mit New Shepard und Jared Isaacman als Kommandant von Dragon-Raumschiffen.

## Anbieter
Uneingeschränkter Marktführer für Weltraumtourismus war anfangs die Firma Space Adventures. Dieses Unternehmen vermittelte als Dienstleister alle sieben Weltraumtouristen, die bis Ende der 2000er Jahre geflogen sind, dazu zwei weitere Touristen im Dezember 2021. Die Flüge wurden von der staatlichen russischen Raumfahrtagentur Roskosmos an Bord von Sojus-Raumschiffen durchgeführt. Außerdem gab das Unternehmen Pläne für einen Flug in eine niedrige Erdumlaufbahn für bis zu vier Personen mit dem Raumschiff Crew Dragon von SpaceX bekannt.
Ebenfalls mit gecharterten Crew Dragon bringt Axiom Space seit 2022 Touristen zur ISS. Außerdem plant das Unternehmen den Anbau einer eigenen Raumstation an die ISS. Axiom arbeitet bei diesen Projekten mit der NASA zusammen.
Trainingseinheiten für angehende orbitale Weltraumtouristen, beispielsweise Testflüge mit Raumschiffsimulatoren oder Parabelflüge, werden im Juri-Gagarin-Kosmonautentrainingszentrum im Sternenstädtchen bei Moskau sowie von verschiedenen Anbietern in den USA kommerziell angeboten.
Die Firma Virgin Galactic des britischen Unternehmers Richard Branson wurde eigens zum Zwecke des Weltraumtourismus gegründet. Nach eigenen Angaben konnte das Unternehmen im Jahr 2006 bereits mehr als 500 Buchungen für einen suborbitalen Flug zum Preis von rund 200.000 US-Dollar vorweisen. Branson kündigte damals auch an, ab 2008 Linienflüge ins Weltall anzubieten und durchzuführen.
International anerkannte Suborbitalflüge in den Weltraum, das heißt in eine Höhe von über 100 km, bietet das Raumfahrtunternehmem Blue Origin an. Es entwickelte dafür die wiederverwendbare Rakete New Shepard, die eine Raumkapsel für einige Minuten in den Weltraum bringt. Das System steht seit 2021 für Touristen zur Verfügung.
Der Crew-Dragon-Hersteller SpaceX bietet das Raumschiff auch für touristische Charterflüge an. Die erste dieser mehrtägigen Kurzreisen fand im September 2021 mit der Mission Inspiration4 statt. Außerdem plant SpaceX unter dem Projektnamen Dear Moon einen bemannten Flug um den Mond mit dem Raumschiff Starship, welches noch in Entwicklung ist.
China und Indien streben an, im Rahmen ihres bemannten Raumfahrtprogramms langfristig auch touristische Flüge zu ermöglichen. In China besteht zudem ein Projekt für touristische Suborbitalflüge.

## Aufgegebene Projekte
Die EADS-Tochter Astrium Space Transportation entwarf seit 2006 ein Business-Jet-ähnliches Raumschiff, das einen Piloten und vier Passagiere auf 100 km Höhe bringen sollte. Der Flug selber sollte etwa zwei Stunden dauern, bei mehreren Minuten Schwerelosigkeit. Astrium rechnete damit, dass die ersten kommerziellen Flüge etwa sieben Jahre nach Sicherung der Finanzierung möglich gewesen wären. Kritiker warfen EADS vor, das Rocketplane-Konzept des Konkurrenten Rocketplane Limited, Inc. kopiert zu haben. Dieser baute bis Ende 2007 an einem sehr ähnlichen Raumschiff auf Basis eines Learjet, musste es jedoch wegen wirtschaftlicher Schwierigkeiten aufgeben. Österreichische Penny-Markt-Filialen boten 2010 orbitale Pauschalreisen im Vorverkauf an. Die Flüge sollten durch Rocketplane durchgeführt werden, jedoch konnte dies die im selben Jahr eintretende Insolvenz des Unternehmens nicht aufhalten.
Die Firma Bigelow Aerospace arbeitete an der Entwicklung eines Weltraumhotels. Ein erster Testsatellit mit Namen Genesis 1 wurde am 12. Juli 2006 gestartet; außerdem ist das Modul BEAM seit April 2016 an der ISS im Test. Es waren auch touristische Flüge zur ISS zum Preis von 52 Millionen US-Dollar pro Person geplant; Bigelow wollte dafür bei SpaceX das Raumschiff Crew Dragon chartern. Die Durchführung habe sich aber wegen der vielen an der ISS beteiligten Organisationen als zu kompliziert erwiesen. Wenig später stellte Bigelow den Betrieb ein; neuer Partner der NASA für touristische ISS-Aufenthalte war mittlerweile Axiom Space.
Noch vor 2020 wollte das russische Unternehmen RKK Energija in Kooperation mit Space Adventures Flüge um den Erdmond mit einem modifizierten Sojus-Raumschiff für 150 Millionen US-Dollar anbieten. Das Projekt hieß DSE-Alpha. Die Besatzung sollte aus einem professionellen russischen Kosmonauten und zwei Touristen bestehen; der Flug eines einzelnen Touristen wäre laut RKK Energija nicht profitabel. Im Jahr 2014 wurden Verträge mit zwei potenziellen Touristen abgeschlossen.

## Liste der orbitalen Weltraumtouristen
| Name               | Staat                                     | Startdatum    | Ziel | Hinflug mit     | Rückflug mit    | Flugdauer     |
| ------------------ | ----------------------------------------- | ------------- | ---- | --------------- | --------------- | ------------- |
| Dennis Tito        | Vereinigte Staaten                        | 28. Apr. 2001 | ISS  | Sojus TM-32     | Sojus TM-31     | 7d 22h 4min   |
| Mark Shuttleworth  | Sudafrika Vereinigtes Konigreich          | 25. Apr. 2002 | ISS  | Sojus TM-34     | Sojus TM-33     | 9d 21h 25min  |
| Gregory Olsen      | Vereinigte Staaten                        | 1. Okt. 2005  | ISS  | Sojus TMA-7     | Sojus TMA-6     | 9d 21h 7min   |
| Anousheh Ansari    | Vereinigte Staaten Iran                   | 18. Sep. 2006 | ISS  | Sojus TMA-9     | Sojus TMA-8     | 10d 21h 4min  |
| Charles Simonyi    | Vereinigte Staaten Ungarn                 | 7. Apr. 2007  | ISS  | Sojus TMA-10    | Sojus TMA-9     | 13d 19h 0min  |
| Charles Simonyi    | Vereinigte Staaten Ungarn                 | 26. März 2009 | ISS  | Sojus TMA-14    | Sojus TMA-13    | 12d 19h 27min |
| Richard Garriott   | Vereinigte Staaten Vereinigtes Konigreich | 12. Okt. 2008 | ISS  | Sojus TMA-13    | Sojus TMA-12    | 11d 20h 36min |
| Guy Laliberté      | Kanada                                    | 30. Sep. 2009 | ISS  | Sojus TMA-16    | Sojus TMA-14    | 10d 21h 18min |
| Jared Isaacman     | Vereinigte Staaten                        | 16. Sep. 2021 | LEO  | Inspiration4    | Inspiration4    | 2d 23h 4min   |
| Jared Isaacman     | Vereinigte Staaten                        | 10. Sep. 2024 | LEO  | Polaris Dawn    | Polaris Dawn    | 4d 22h 14min  |
| Hayley Arceneaux   | Vereinigte Staaten                        | 16. Sep. 2021 | LEO  | Inspiration4    | Inspiration4    | 2d 23h 4min   |
| Sian Proctor       | Vereinigte Staaten                        | 16. Sep. 2021 | LEO  | Inspiration4    | Inspiration4    | 2d 23h 4min   |
| Chris Sembroski    | Vereinigte Staaten                        | 16. Sep. 2021 | LEO  | Inspiration4    | Inspiration4    | 2d 23h 4min   |
| Yusaku Maezawa     | Japan                                     | 8. Dez. 2021  | ISS  | Sojus MS-20     | Sojus MS-20     | 11d 19h 35min |
| Yozo Hirano        | Japan                                     | 8. Dez. 2021  | ISS  | Sojus MS-20     | Sojus MS-20     | 11d 19h 35min |
| Larry Connor       | Vereinigte Staaten                        | 8. April 2022 | ISS  | Axiom Mission 1 | Axiom Mission 1 | 17d 1h 49min  |
| Mark Pathy         | Kanada                                    | 8. April 2022 | ISS  | Axiom Mission 1 | Axiom Mission 1 | 17d 1h 49min  |
| Eytan Stibbe       | Israel                                    | 8. April 2022 | ISS  | Axiom Mission 1 | Axiom Mission 1 | 17d 1h 49min  |
| John Shoffner      | Vereinigte Staaten                        | 21. Mai 2023  | ISS  | Axiom Mission 2 | Axiom Mission 2 | 9d 6h 27min   |
| Scott Poteet       | Vereinigte Staaten                        | 10. Sep. 2024 | LEO  | Polaris Dawn    | Polaris Dawn    | 4d 22h 14min  |
| Sarah Gillis       | Vereinigte Staaten                        | 10. Sep. 2024 | LEO  | Polaris Dawn    | Polaris Dawn    | 4d 22h 14min  |
| Anna Menon         | Vereinigte Staaten                        | 10. Sep. 2024 | LEO  | Polaris Dawn    | Polaris Dawn    | 4d 22h 14min  |
| Chun Wang          | Malta                                     | 1. April 2025 | LEO  | Fram2           | Fram2           | 3d 14h 33min  |
| Jannicke Mikkelsen | Norwegen                                  | 1. April 2025 | LEO  | Fram2           | Fram2           | 3d 14h 33min  |
| Eric Philips       | Australien                                | 1. April 2025 | LEO  | Fram2           | Fram2           | 3d 14h 33min  |
| Rabea Rogge        | Deutschland                               | 1. April 2025 | LEO  | Fram2           | Fram2           | 3d 14h 33min  |

## Liste der suborbitalen Weltraumtouristen
New-Shepard-Weltraumtouristen (seit 2021):
- Marty Allen (USA) – NS-20
- Mason Angel (USA) – NS-25
- Cameron Bess (USA) – NS-19
- Lane Bess (USA) – NS-19, NS-30
- Jeff Bezos (USA) – NS-16
- Mark Bezos (USA) – NS-16
- Chris Boshuizen (Australien) – NS-18
- Aisha Bowe (USA/Bahamas) – NS-31, erster Raumfahrer aus den Bahamas (14. April 2025)
- Emily Calandrelli (USA) – NS-28
- Jesús Calleja (Spanien) – NS-30
- Sylvain Chiron (Frankreich) – NS-25
- Victor Correa Hespanha (Brasilien) – NS-21
- Coby Cotton (USA) – NS-22
- Oliver Daemen (Niederlande, * 2002) – NS-16, jüngste Person im Weltraum
- Evan Dick (USA) – NS-19, NS-21
- Ed Dwight (USA, * 1933) – NS-25, älteste Person im Weltraum
- Katya Echazarreta (USA) – NS-21
- Nicolina Elrick (Vereinigtes Königreich/Singapur) – NS-26
- Rob Ferl (USA) – NS-26
- Mário Ferreira (Portugal) – NS-22, erster portugiesischer Raumfahrer (4. August 2022)
- Kerianne Flynn (USA)  – NS-31
- Wally Funk (USA, * 1939) – NS-16, älteste Frau im  Weltraum
- Eugene Grin (Ukraine) – NS-26
- Marc Hagle (USA) – NS-20, NS-28
- Sharon Hagle (USA) – NS-20, NS-28
- Hamish Harding (Vereinigtes Königreich, 1964–2023) – NS-21
- Kenneth Hess (USA) – NS-25
- Elaine Chia Hyde (USA) – NS-30
- Eiman Jahangir (USA) – NS-26
- Clint Kelly III (USA) – NS-22
- Gayle King (USA) – NS-31
- Jim Kitchen (USA) – NS-20
- Karsen Kitchen (USA, * 2003) – NS-26, jüngste Frau im Weltraum
- Gary Lai (USA) – NS-20
- Austin Litteral (USA) – NS-28
- George Nield (USA) – NS-20
- Amanda Nguyen (USA) – NS-31
- Vanessa O’Brien (Vereinigtes Königreich/USA) – NS-22
- Katy Perry (USA) – NS-31
- Audrey Powers (USA) – NS-18
- Ephraim Rabin (Israel/USA) – NS-26
- Jaison Robinson (USA) – NS-21
- James Russell (USA) – NS-28
- Sara Sabry (Ägypten) – NS-22, erster ägyptischer Raumfahrer (4. August 2022)
- Lauren Sánchez (USA) – NS-31
- Carol Schaller (USA) – NS-25
- Richard Scott (USA) – NS-30
- Tushar Shah (USA) – NS-30
- William Shatner (Kanada) – NS-18
- Laura Shepard Churchley (USA) – NS-19
- Michael Strahan (USA) – NS-19
- Dylan Taylor (USA) – NS-19
- Gopi Thotakura (USA) – NS-25
- Victor Vescovo (USA) – NS-21
- Glen de Vries (USA, 1972–2021) – NS-18
- Russell Wilson – NS-30[22]
- Henry Wolfond (Kanada) – NS-28
- Steve Young (USA) – NS–22